# 鳥辺野
鳥辺野（とりべの）は、京都市の一地域を指す地域名。鳥部野、鳥戸野とも書く。平安時代以来、葬送の地として『源氏物語』や『徒然草』に登場し、藤原道長も同地で荼毘に付されたという。「東の鳥辺野」、「西の化野」、「北の蓮台野」が京の三大葬地と呼ばれる。
一条院皇后宮が埋葬された地も鳥辺野の南とされ、宮内庁により京都市東山区今熊野泉山町の泉涌寺境内北の鳥戸野陵に治定されている。

## 鳥辺野の範囲
鳥辺野の範囲について、明確な定義はない。

### 現在
- 京都市東山区の清水寺から大谷本廟に通じるあたり[1]
- 京都市東山区の清水寺南側に広がる野[1]
- 大谷本廟一帯[4]

### 平安時代
- 現在の地から阿弥陀ヶ峰にかけての地域[1]
- 現在の五条坂付近から今熊野付近にかけての地域[1]
- 阿弥陀ヶ峰西麓一帯[5]

## 鳥辺野を舞台とする作品
小説
- 鳥辺野心中（花房観音）
- 鳥辺野にて（加門七海）

楽曲
- 鳥辺野（さだまさし）